# Mathilde Pichery
Mathilde Pichery (8 de junio de 1981) es una deportista francesa que compitió en piragüismo en la modalidad de eslalon. Ganó dos medallas de oro en el Campeonato Mundial de Piragüismo en Eslalon, en los años 2002 y 2006, y cuatro medallas en el Campeonato Europeo de Piragüismo en Eslalon entre los años 2002 y 2009.

## Palmarés internacional
| Campeonato Mundial | Campeonato Mundial               | Campeonato Mundial | Campeonato Mundial |
| Año                | Lugar                            | Medalla            | Competición        |
| ------------------ | -------------------------------- | ------------------ | ------------------ |
| 2002               | Bourg-Saint-Maurice (Francia)    | Medalla de oro     | K1 por equipos     |
| 2006               | Praga (República Checa)          | Medalla de oro     | K1 por equipos     |
| Campeonato Europeo |                                  |                    |                    |
| Año                | Lugar                            | Medalla            | Competición        |
| 2002               | Bratislava (Eslovaquia)          | Medalla de bronce  | K1 por equipos     |
| 2006               | L'Argentière-la-Bessée (Francia) | Medalla de bronce  | K1 individual      |
| 2006               | L'Argentière-la-Bessée (Francia) | Medalla de bronce  | K1 por equipos     |
| 2009               | Nottingham (Reino Unido)         | Medalla de bronce  | K1 individual      |